# Täppetjärnen
Täppetjärnen är en sjö i Åmåls kommun i Dalsland och ingår i Göta älvs huvudavrinningsområde.